# Anne Loaëc
Anne Loaëc, née le 14 décembre 1963 à Lannilis (Finistère), est une joueuse française de handball qui évoluait au poste de gardienne de but.
Elle a notamment été internationale pendant 15 ans

## Carrière
Anne Loaec s'inscrit à huit ans à l'Espérance de Plouguerneau et est chargée de garder les buts dès sa deuxième année. Dès septembre 1978, à même pas encore 15 ans, elle joue avec les seniors de l'Espérance de Plouguerneau qui passent progressivement du niveau départemental à la Nationale II. En septembre 1979, elle entre en sport-études à Lorient puis en 1980 elle est retenue Équipe de France espoirs alors qu'elle n'est encore que cadette. En septembre 1981, elle intègre l'INSEP à Paris tout en continuant de jouer avec son club du Finistère qui termine quatrième de Nationale II.
En 1982, elle est alors recrutée par l'USM Gagny qui vient d'accéder à la Nationale I. Elle participe à la progression du club francilien qui réalise le doublé Championnat-Coupe en 1985. Elle y remporte un second titre de championne de France en 1987 avant de rejoindre l'ASUL Vaulx-en-Velin en 1989. Elle y met fin à sa carrière en 1999 avant d'être rappelée comme joker médical en janvier 2002.
Elle connait sa première sélection en équipe de France en 1982 face à la RDA. Ayant participé à neuf championnats du monde, elle totalise 219 sélections jusqu'en 1997 au terme du Championnat du monde 1997,.

## Résultats

### Club
- Championnat de France
  - Vainqueur (2) : 1985, 1987
  - Deuxième (2) : 1986, 1989
- Coupe de France
  - Vainqueur (1) : 1985

### Équipe de France
- 8e place au Championnat du monde espoirs 1983[9],[4]
- Médaille d'argent aux Jeux méditerranéens de 1987 de Lattaquié
- 2e place au Championnat du monde C 1988
- Médaille d'argent aux Jeux méditerranéens de 1993 en Languedoc-Roussillon
- Médaille d'or aux Jeux méditerranéens de 1997 de Bari
- 10e place au Championnat du monde 1997